# Kájov
Kájov là một làng thuộc huyện Český Krumlov, vùng Jihočeský, Cộng hòa Séc.